# Општина Олари (Арад)
Олари (рум. Olari) општина је у Румунији у округу Арад.
Oпштина се налази на надморској висини од 102 m.